# 197
El año 197 (CXCVII) fue un año común comenzado en sábado del calendario juliano, en vigor en aquella fecha.
En el Imperio romano el año fue nombrado el del consulado de Magio y Rufino, o menos frecuentemente, como el 950 ab urbe condita, siendo su denominación como 197 a principios de la Edad Media, al establecerse el anno Domini.

## Acontecimientos
- Septimio Severo derrota en la batalla de Lugdunum a su rival Clodio Albino. Acaba la guerra civil por el imperio.
- Primera incursión de los pictos en Britania a través de la muralla de Adriano.
- Septimio Severo crea 3 legiones, Legio I Parthica, II Parthica y III Parthica.

## Fallecimientos
- 17 de febrero- Clodio Albino, rival del Emperador romano.

## Arte y literatura
- Apologética de Tertuliano.